# کنسولگری ایران در بیت‌المقدس
سرکنسولگری شاهنشاهی ایران در فلسطین و شرق اردن برای رسیدگی به امور ایرانیان مهاجر و مسافر به فلسطین در سال ۱۹۳۴ / آبان ۱۳۱۴ در تأسیس گردید و هاشم مکرم نور زاد به‌عنوان کنسول ایران تعیین گردید.
در آن زمان برخی حجاج ایرانی پس از حج برای زیارت مسجدالاقصی به بیت‌المقدس می‌رفتند. همچنین بجز انگیزه تجاری، برخی ایرانیان نیز برای مراجعه به پزشکان آلمانی به آن منطقه مسافرت می‌کردند. امور مربوط به اتباع ایران پیش از آن توسط سفرای ایران در قاهره یا بیروت پیگیری می‌گردید. این کنسولگری در ۱۳۲۷ و پیش از اعلام تأسیس اسرائیلتعطیل گردید. علت تعطیلی کنسولگری بالاگرفتن تنش و درگیری در فلسطین و تأسیس سفارت ایران در امان پایتخت اردن بود. بهنام سفیر وقت ایران در بیت‌المقدس چندی پیش از تعطیلی کنسولگری وضعیت را چنین توصیف می‌کند:
«تاریخ سند: ۳ دی‌ماه ۱۳۲۶پیرو تلگراف رمز شماره ۱۹۴ پس از اعلام تصمیم ملل متفق[=سازمان ملل متحد] دایر به تقسیم فلسطین، اوضاع این کشور به هیچ وجه خوب نیست و روز به روز بر شدت و وخامت آن افزوده می‌شود؛ لذا برای احتراز از بروز اتفاقات سوئی که اغلب در این قبیل مواقع ممکن است اتفاق بیفتد، مقتضی است مراتب را به مقامات مربوط اطلاع دهند[تا]از صدور گذرنامه ایرانی برای کسانی که به منظور مسافرت یا معالجه عازم فلسطین هستند، خودداری نمایند. ضمناً به عرض می‌رساند به واسطه اوضاع حاضره و شایعاتی که همه‌روزه در اذهان است، هیئت کنسولی در اضطراب، و از ورود پنج نفر نمایندگان اتحاد ملل[=سازمان ملل متحد] به فلسطین تا به حال نیز خبری نرسیده و بر فرض رسیدن آنها معلوم نیست به چه نحو می‌توانند جلوگیری از این اغتشاشات بکنند؛ از یک طرف دُول عربی مشغول تجهیزات، و اولیای محلی عرب مردم را تحریک، از طرف دیگر مجاهدین یهودی خود را تقویت می‌کنند. امنیت شهر تل‌اویو[=تل‌آویو] از طرف انگلیس‌ها به خودِ یهودی‌ها واگذار شده و از قراری که شهرت دارد زره‌پوش و اسلحه برای آنها رسیده است. اغتشاشات در جاده‌ها بیشتر از شهرها است. عبور و مرور از شهری به شهر دیگر مشکل و فوق‌العاده خطرناک می‌باشد. از دسته «هاگانا» * روی بام‌های یهودی‌ها کشیک می‌کشند.»
همچنین برخی اتباع ایران در نامه‌های خود به دولت ایران چنین درخواست کمک کرده بودند:
«این بنده سید یعقوب کرمانشاهی، دارندهٔ شناسنامهٔ شمارهٔ ۴۷، صادره از بیت‌المقدس، ایرانی و متولد و مقیم یاقار(۱۲۹۳) می‌باشم. نظر به اینکه در جنگ اخیر فلسطین، مال و زندگی بنده را در فلسطین، یهودی‌ها، همهٔ آنها را غارت نمودند و دیگر چیزی برای بنده نمانده. با اینکه دارای هفت سرعیال و اطفال کوچک و بزرگ می‌باشم. سپس بنده را با اهل و عیال از فلسطین بیرون رانده و فقط چیزی که از برای زندگی اینجانبان باقی مانده، جزئی لباس بود که ستر عورت نموده و اینکه گذرنامهٔ حقیر را هم در بیت‌المقدس بدون اینکه مبلغ مقررات آن را بپردازم، به‌طور رایگان صادر نموده و حال مدت ۱۵روز است که در بغداد هستم .»

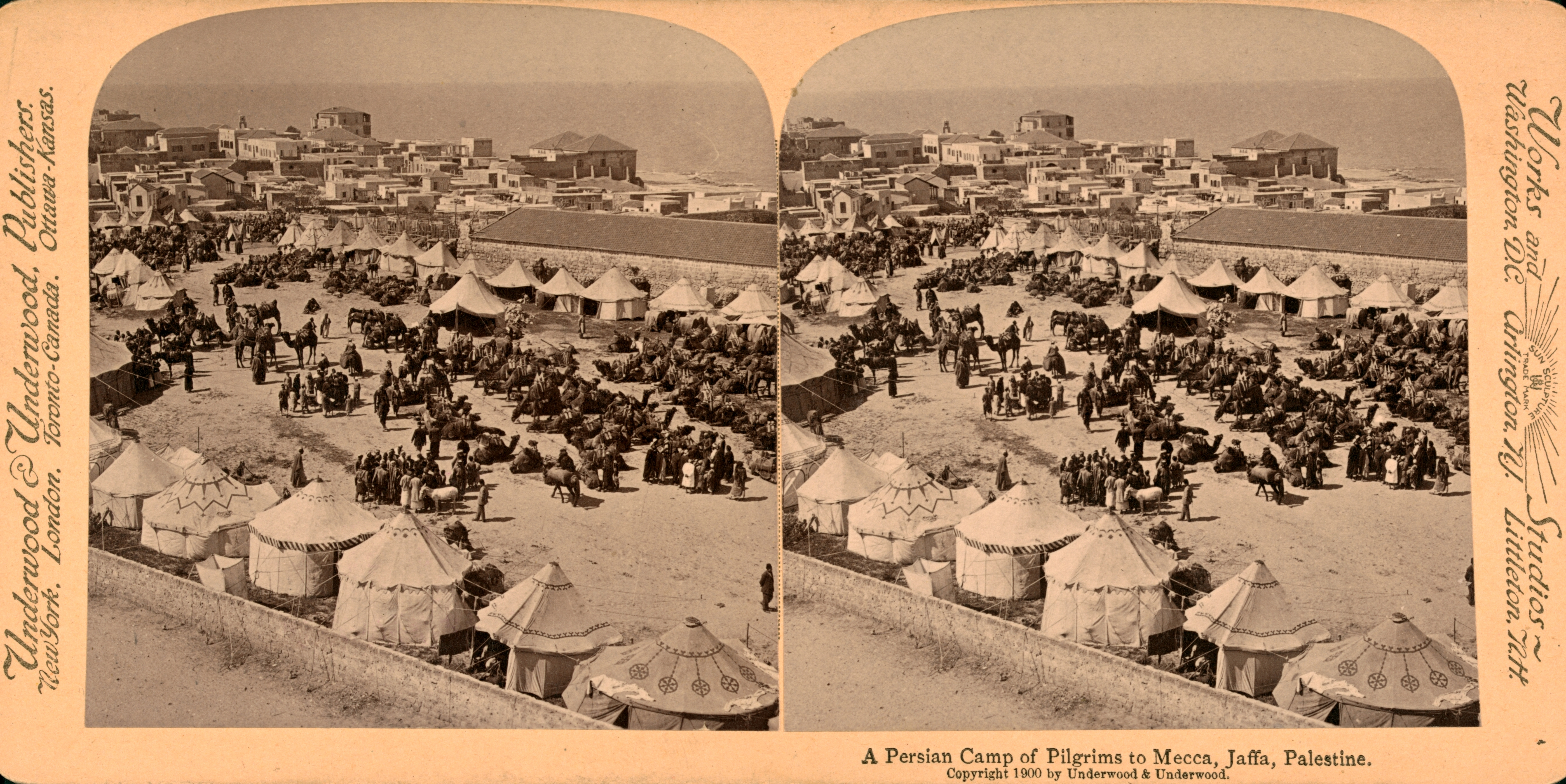
اردوی حجاج ایرانی که برای زیارت مسجد الاقصی عازم بیت‌المقدس بودند در سال ۱۲۷۹

## کنسول‌ها
- هاشم مکرم نور زاد ۱۳۱۴ تا ۱۳۱۸
- عبدالحسین صدیق اسفندیاری ۲۱/۳/۱۳۱۸ تا ۱۳۲۴ش
- ابوالحسن بهنام ۱۳۲۴ تا ۱۳۲۷
- سید جواد صدر[۷]